# Jean-Marie Musy

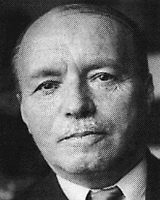
Jean-Marie Musy

Jean-Marie Musy (* 10. April 1876 in Albeuve; † 19. April 1952 in Freiburg; heimatberechtigt in Grandvillard und Albeuve) war ein Schweizer Politiker (KVP). Nach kurzer Tätigkeit als Rechtsanwalt und Bankdirektor gehörte er ab 1911 im Kanton Freiburg sowohl dem Grossen Rat als auch dem Staatsrat an. Als kantonaler Finanzdirektor untersuchte er einen Finanzskandal innerhalb der Freiburger Staatsbank und etablierte sich auf Kosten des bisher übermächtigen Georges Python als führende Figur in der Kantonsregierung. 1914 liess er sich zusätzlich in den Nationalrat wählen. Nachdem er 1919 in den Bundesrat gewählt worden war, stand Musy die folgenden 15 Jahre dem Finanzdepartement vor; in den Jahren 1925 und 1930 war er Bundespräsident.
In wirtschaftlich schwierigen Zeiten versuchte Musy, das Budget des Bundes ausgeglichen zu halten, stiess aber immer wieder auf Widerstände. Nachdem er 1934 die übrigen Bundesräte zu einem kollektiven Rücktritt hatte zwingen wollen, legte er sein Amt nieder und gehörte von 1935 bis 1939 erneut dem Nationalrat an. Zunehmend von faschistischem und später auch nationalsozialistischem Gedankengut beeinflusst, trat er immer deutlicher als radikaler Antikommunist in Erscheinung und zeigte sich während des Zweiten Weltkriegs offen als Anhänger der Achsenmächte. Er pflegte Beziehungen zu führenden Nationalsozialisten wie Heinrich Himmler und erzielte Anfang 1945 mit ihm eine Vereinbarung, mit der 1200 Juden aus dem KZ Theresienstadt in die Schweiz gebracht wurden.

## Biografie

### Familie und Studium
Musy war das zweite Kind von Jules und Louisa (geb. Thédy). Der Vater war Bauer und Wirt der Auberge de l’Ange in Albeuve, die Mutter war die Tochter eines ursprünglich aus dem Aostatal stammenden Kaufmanns. Die Familie lässt sich bis ins 14. Jahrhundert zurückverfolgen. Grossvater Pierre-Joseph Musy war Staatsrat während der Zeit des Sonderbunds gewesen (1846–1847), musste aber nach der Niederlage der Katholisch-Konservativen zurücktreten. Als diese 1857 mit den Liberalen eine Koalition auf kantonaler Ebene bilden konnten, amtierte er bis 1873 als Oberamtmann des Greyerzbezirks. Ebenso war er von 1840 bis 1847 sowie von 1856 bis 1888 Mitglied des Grossen Rates.
Seine Ausbildung erhielt Jean-Marie Musy zunächst an der Primarschule in Albeuve und im Pensionat Saint-Charles in Romont. Anschliessend absolvierte er das Kollegium St. Michael in der Kantonshauptstadt Freiburg und das Kollegium in Saint-Maurice, wo er die Matura ablegte. Zu seinen Mitschülern gehörten unter anderem Joseph Bovet und Emile Savoy. In Saint-Maurice gehörte er der Schülerverbindung Agaunia an. 1898 begann er das Studium der Rechtswissenschaft an der Universität Freiburg. Er trat dort der zum Studentenverein gehörenden Verbindung Sarinia bei, die er zwei Semester lang als Präsident leitete. Nach dem Lizentiat im Jahr 1901 folgten Auslandssemester an den Universitäten München, Leipzig, Berlin und Wien, wo er sein Wissen in Wirtschafts- und Finanzfragen vertiefte. 1904 schloss er sein Studium mit dem Doktorat ab. Dank der direkten Intervention von Georges Python war Musy drei Jahre zuvor zum Substitut des Staatsanwalts ernannt worden – ein Amt, das er bis 1905 ausübte. Er eröffnete 1906 eine Kanzlei in Bulle, die er fünf Jahre lang bis zu seiner Ernennung zum Direktor der Sparkasse Crédit gruyérien führte. Ebenfalls 1906 heiratete er Juliette de Meyer, die Tochter des päpstlichen Offiziers Jules de Meyer. Pierre Musy, das älteste seiner sieben Kinder, wurde 1936 Olympiasieger im Viererbob und war später Chef der Schweizer Nachrichtendienste. Sein Sohn Benoît Musy war als Motorrad- und Automobilrennfahrer aktiv und verunglückte 1956 auf dem Autodrome de Linas-Montlhéry in Frankreich tödlich.

### Kantonale Politik
Am 3. Dezember 1911 wurde Musy, inzwischen auch Präsident des Cercle conservateur in Bulle, in den Grossen Rat gewählt. Die Hochschul- und Wirtschaftspolitik der Katholisch-Konservativen im Kanton Freiburg hatte zu einem grossen Schuldenberg geführt. Der übermächtige Staatsrat Python stand unter dem wachsenden Druck der liberalen Opposition und versuchte, den Haushalt zu sanieren sowie die Kreditwürdigkeit der Freiburger Staatsbank wiederherzustellen. Musy schien ihm für diese Aufgabe geeigneter zu sein als der amtierende Finanzdirektor Alphonse Théraulaz. Ebenso hoffte er, einen Neuling besser beeinflussen zu können. Aufgrund von Pythons Empfehlung wählte der Grosse Rat Musy am 29. Dezember desselben Jahres zum Mitglied des Staatsrates.
1912 flog ein Finanzskandal innerhalb der Staatsbank auf. Musy deckte zahlreiche finanzielle Winkelzüge von Python und dessen Günstlingen auf. Python gelang es zwar, sich der Verantwortung zu entziehen, doch verlor er (auch krankheitsbedingt) deutlich an Einfluss. Musy begann sich als neuer starker Mann im Staatsrat zu etablieren. Als sein Schulfreund Emile Savoy (1913) sowie Marcel Vonderweid und Joseph Chuard (1914) in den Staatsrat nachrückten, gewann das Musy-Lager die Mehrheit. 1912 in den Verwaltungsrat der Staatsbank gewählt, prangerte Musy die schweren Verfehlungen in der Geschäftsführung und Pythons Praktiken an, ohne jedoch den «Staatschef» direkt anzugreifen, um die Regierung nicht unnötig zu schwächen.
Durch die Folgen des Ersten Weltkriegs verschlechterte sich die alarmierende Finanzlage weiter. Mit verschiedenen Massnahmen versuchte Musy den Staatshaushalt auszugleichen. Er war 1915 an der Erarbeitung des Gesetzes über die Freiburgischen Elektrizitätswerke (FEW) beteiligt, das dem Staat dringend benötigte Einnahmen verschaffen sollte. Im folgenden Jahr reorganisierte er die Tilgungskasse der Staatsschuld. Durch die Revision bestimmter Steuerverfügungen (1916) und ein neues Steuergesetz (1919) vermehrte er die Staatseinnahmen. Eine Erhöhung der Registrierungsgebühr und des Salzpreises ergänzten 1919 diese Einkünfte. Um die Preise zu dämpfen, hob er 1919 die Löhne der Staatsbeamten und Staatsangestellten an. Seine Bemühungen führten schliesslich zum Erfolg der im selben Jahr lancierten 12-Millionen-Anleihe, die mit 20 Millionen überzeichnet wurde – ein Beweis, dass die Kreditwürdigkeit des Kantons wiederhergestellt war. 1915 amtierte Musy als Staatsratspräsident.

### Bundespolitik
Musy kandidierte erfolgreich bei den Nationalratswahlen 1914 und vertrat daraufhin den Wahlkreis Freiburg-Süd im Nationalrat. Auf Bundesebene trat er als überzeugter Föderalist in Erscheinung und galt als ausgewiesener Kenner des Finanzwesens. So gehörte er ab 1913 dem Verwaltungsrat der Schweizerischen Nationalbank und ab 1917 jenem der Rentenanstalt an. Im Parlament beschäftigte er sich vor allem mit wirtschaftlichen Fragen. Als sich die Lage der Bundesfinanzen während des Krieges massiv verschlechterten, setzte er sich unter anderem für den Abbau der Verwaltung und die Schaffung neuer Einnahmequellen ein. Er gehörte zu den prominentesten Befürwortern einer Stempelabgabe, die 1917 in einer Volksabstimmung angenommen wurde. Daneben sprach er sich für die Aufnahme Vorarlbergs in die Eidgenossenschaft aus und beteiligte sich rege an den Diskussionen über die Nutzbarmachung der Wasserkraft. Musy befürwortete staatliche Interventionen zur Stärkung der Wirtschaft, während er Sozialismus und Kommunismus entschieden bekämpfte.
Als Meilenstein seiner politischer Karriere gilt die Rede, die er am 10. Dezember 1918 im Nationalrat hielt, um eine sechs Tage zuvor eingereichte Interpellation zu begründen. Darin verurteilte Musy den Landesstreik vom 12. bis zum 14. November aufs Schärfste. Er kritisierte, dass der Bundesrat überhaupt mit dem Oltener Aktionskomitee verhandelt habe und fragte, warum die Fremdenpolizei keine Schritte unternommen habe, um ausländische Agitatoren auszuweisen (er hielt sie für die Hauptverantwortlichen des Landesstreiks). Ebenso kritisierte er, dass die Zürcher und Berner Polizei ihre Präventionsarbeit vernachlässigt hätten; erst dadurch sei das massive Truppenaufgebot überhaupt notwendig geworden. Als Konsequenz daraus forderte er die unnachgiebige strafrechtliche Verfolgung der Streikführer und die Stärkung der Staatsgewalt, um Ruhe und Ordnung wiederherzustellen. Mit der temperamentvoll gehaltenen Rede, die sein zukünftiges politischen Wirken entscheidend prägte, etablierte sich Musy als führender Antisozialist der Schweiz.
Bei den Nationalratswahlen 1919, den ersten nach der Einführung des Proporzes, verloren die Freisinnigen die absolute Mehrheit, während die Katholisch-Konservativen ihre Vertretung ausbauen konnten. Einerseits forderten sie für sich einen zweiten Sitz im Bundesrat, andererseits schien es angesichts der neuen internationalen Lage angebracht, die französischsprachige Minderheit besser an der Landesregierung zu beteiligen. Musy war innerhalb der Fraktion nicht unumstritten, zumal manche ihm einen Mangel an Kollegialität vorwarfen. Nach dem Verzicht des Luzerner Nationalrates Heinrich Walther nominierte die Fraktion einstimmig Musy als Kandidaten. Ihm stellte sich William Rappard entgegen, der von den Sozialdemokraten unterstützt wurde. Bei der Bundesratswahl am 11. Dezember 1919 setzte sich Musy im ersten Wahlgang mit 144 von 209 gültigen Stimmen durch; auf Rappard entfielen 43 Stimmen, auf weitere Personen 22 Stimmen.

### Bundesrat

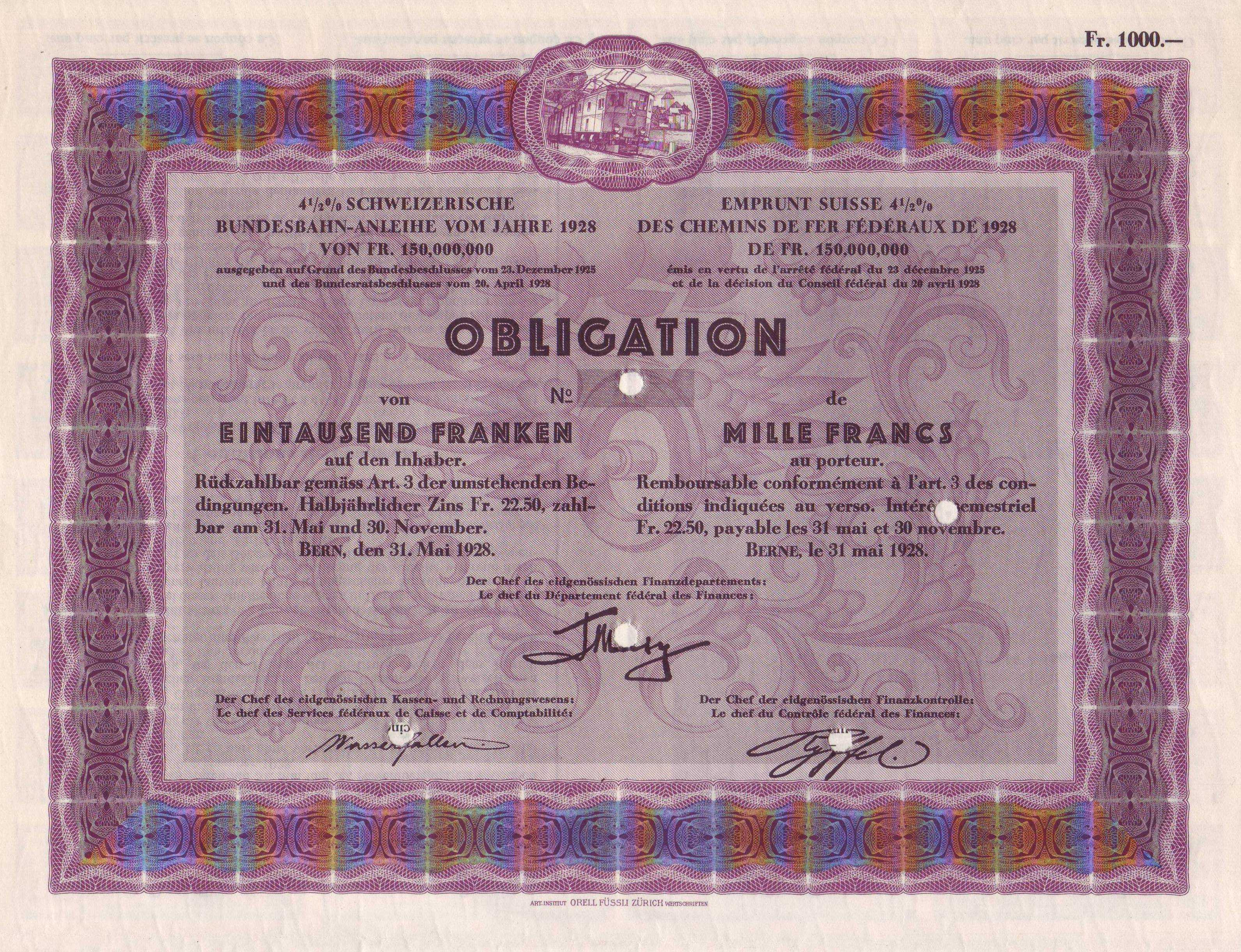
Schweizerische Bundesbahn-Anleihe vom 20. April 1928 mit Unterschrift von Jean-Marie Musy als Chef vom Finanzdepartement.

Von seinem Parteikollegen Giuseppe Motta übernahm Musy am 1. Januar 1920 das Finanz- und Zolldepartement. Angesichts der unbeständigen Wirtschaftslage strebte er nach einem ausgeglichenen Budget. Dabei konnte er sich jedoch nicht allzu offen gegen die Bundeshilfe an jene Industriezweige wenden, die von der Strukturkrise am stärksten betroffen waren. Um weder die Kantone noch die Wirtschaft zu belasten, führte er mehrere indirekte Steuern ein und erhöhte die Zollabgaben. Die Linke warf ihm eine «Diktatur der leeren Kasse» vor, mit der er die Einführung der Sozialversicherungen verzögern wolle. Als Folge der sich verbessernden Wirtschaftslage konnte er ab 1923 Budgets mit deutlich geringeren Ausgabenüberschüssen vorlegen. Auf internationaler Ebene widersetzte er sich jeglicher Aufnahme von Beziehungen zur Sowjetunion. Bei Verhandlungen über finanzielle Rettungsaktionen zugunsten Österreichs freundete er sich mit dem späteren Bundeskanzler Engelbert Dollfuss an. Nach dem Anschluss Österreichs 1938 nahm er dessen geflüchtete Frau Alwine Dollfuss mit Kindern für einige Monate bei sich auf.
1925 und 1930 amtierte Musy als Bundespräsident. 1927 führte er nach langwierigen Verhandlungen ein neues Beamtenstatut ein, das insbesondere ein Streikverbot umfasste. Innerhalb des Bundesrates kam es wiederholt zu Auseinandersetzungen, vor allem mit Volkwirtschaftsminister Edmund Schulthess. Mehrmals vertrat Musy bei Volksabstimmungen eine Gegenposition zu den übrigen Bundesräten und verstiess somit gegen das Kollegialitätsprinzip. 1926 bekämpfte er die Fortsetzung des elf Jahre zuvor eingeführten Getreidemonopols, woraufhin sich die Monopolgegner knapp durchsetzten. 1931 stellte er sich erneut gegen seine Kollegen und sprach sich vehement gegen das Ausführungsgesetz zur geplanten Alters- und Hinterlassenenversicherung sowie gegen das Tabakbesteuerungsgesetz zur Finanzierung dieses Sozialwerks aus; beide Male gelang es ihm, eine Mehrheit auf seine Seite bringen.
Während der Weltwirtschaftskrise sah sich Musy erneut dazu gezwungen, um jeden Preis das Bundesbudget ausgeglichen zu halten. Die Zoll- und Steuereinnahmen gingen stark zurück, während kaum neue Finanzierungsquellen erschlossen werden konnten. Als Reaktion auf die vom Gewerkschaftsbund lancierte «Kriseninitiative» arbeitete Musy eine Reihe ausserordentlicher und zeitlich begrenzter Massnahmen aus. Dazu gehörten Kosteneinsparungen und Lohnkürzungen sowie eine Ausdehnung der indirekten Besteuerung. Die von ihm geforderte vorübergehende Senkung der Gehälter des Bundespersonals scheiterte jedoch 1933 in einem Referendum. Angesichts der sich verschärfenden Lage liess sich Musy zunehmend vom Korporatismus sowie teilweise vom italienischen Faschismus und den Ereignissen des Frontenfrühlings verführen. Er war von der Richtigkeit der Deflationspolitik überzeugt, betrachtete aber die parlamentarische Demokratie als ungeeignet, um diese durchzusetzen. Seiner Meinung nach war es an der Zeit, die Schweiz ständestaatlich umzugestalten.
Am 11. März 1934 verwarf das Volk das Gesetz über den Schutz der öffentlichen Ordnung, das zum Ziel hatte, die Staatsschutzbestimmungen des Bundesrechts zu verschärfen. Als Reaktion darauf trat Justizminister Heinrich Häberlin zurück. Musy schlug vor, der gesamte Bundesrat solle Häberlins Beispiel folgen; nur so könne diese politische Krise beigelegt werden. Als die übrigen Regierungsmitglieder nicht darauf eingingen, drohte er mit seinem eigenen Rücktritt. Am 15. März stellte er ein Ultimatum und verlangte, der Bundesrat solle innerhalb von 24 Stunden ein sieben Punkte umfassendes Wirtschafts- und Finanzprogramm verabschieden. Unter anderem wollte er mithilfe der Berufsorganisationen dem Klassenkampf ein Ende setzen und Ausländer, welche die nationale Sicherheit gefährdeten, «sofort ausschalten». Schliesslich gab Musy nach und erklärte am 22. März seinen Rücktritt per Ende April.

### Antidemokratische Umtriebe
Heinrich Walther vermutete frontistische Kreise hinter Musys undemokratischen Forderungen. Tatsächlich setzte er sich nach seinem Rücktritt zusammen mit Frontisten und Jungkonservativen energisch für eine Totalrevision der Bundesverfassung ein. Die so genannte Fronteninitiative, die den Umbau zu einer autoritären Demokratie forderte, scheiterte am 8. September 1935 deutlich. Einen Monat später wurde Musy wieder in den Nationalrat gewählt. Er setzte seinen Kampf gegen den Kommunismus fort und setzte sich für ein Verbot der Kommunistischen Partei der Schweiz ein. Ebenso engagierte er sich in nationalistischen und antikommunistischen Organisationen wie der «Schweizerischen Aktion gegen den Kommunismus». Über diese trat er in Kontakt zum deutschen Reichsführer SS Heinrich Himmler und anderen führenden Nationalsozialisten.
Dem niederländischen Journalisten A. den Doolaard zufolge, der die Schweiz 1938 bereiste, erhielt Musy politische und finanzielle Unterstützung von führenden Schweizer Unternehmen (Nestlé, Brown, Boveri & Cie., Cailler) und der Schweizerischen Kreditanstalt. Er war zusammen mit seinem Mitarbeiter, dem nachmaligen SS-Obersturmbannführer Franz Riedweg, Initiant des Propagandafilms Die Rote Pest (1938), der mit Kosten von 180'000 Franken bis dahin teuersten Schweizer Filmproduktion. Der in den Bavaria-Filmstudios bei München produzierte Film stellte den Landesstreik zusammen mit Unruhen und Konflikten in aller Welt als Teil einer jüdisch-bolschewistisch-intellektualistischen Verschwörung dar. Zu sehen war er letztlich nur in wenigen Kinos vor auserwähltem Publikum. Die Presse beschrieb den Streifen als übles Nazi-Machwerk, das «in seiner krassen Einseitigkeit auf viele Zuschauer direkt provozierend wirken müsste».
War Musy während des Ersten Weltkriegs für die Entente eingetreten, so wandte er sich nun, angetrieben vom Antikommunismus und seiner Neigung zu autoritären Regimes, dem Dritten Reich zu. Nachdem er 1939 nicht mehr als Nationalrat wiedergewählt worden war, zeigte er sich während des Zweiten Weltkriegs offen als Anhänger der Achsenmächte und ihrer durch Militärerfolge gestützten neuen Ordnung. Er pflegte Beziehungen zur Nationalen Bewegung der Schweiz und gab die Wochenzeitung La Jeune Suisse heraus. Gezwungen durch die Kriegswende, gab Musy seiner Tätigkeit eine neue humanitäre Richtung (wobei die genauen Beweggründe bis heute nicht geklärt sind). Von einer jüdischen Organisation um Unterstützung gebeten, nutzte er seine Beziehungen zu Himmler, um die Befreiung jüdischer Gefangener aus dem KZ Theresienstadt zu erreichen. Diese bei einem Geheimtreffen in Bad Wildbad am 12. Januar 1945 getroffene Vereinbarung Himmler–Musy, die ihn und hochrangige Nazis reinwaschen sollte, ermöglichte die Einreise eines Konvois von nur 1'200 statt der ihm angeblich von Himmler versprochenen 500'000 Juden in die Schweiz und deren spätere Ausreise in die Vereinigten Staaten gegen fünf Millionen Schweizer Franken auf ein Schweizer Bankkonto. Nach Kriegsende gab Musy jedes politische Engagement auf. Er war weiterhin in verschiedenen Bankinstituten tätig und begab sich 1949 in den Irak, um die Finanzen des Königreichs zu sanieren. Isoliert starb er 1952 im Alter von 76 Jahren.